# Mokolo
Pour les articles homonymes, voir Mokolo (homonymie).
Mokolo est une ville du Cameroun située dans la région de l'Extrême-Nord, à proximité de la frontière avec le Nigeria, au pied des Monts Mandara. Elle est presque essentiellement habitée par les Mafa. C'est le chef-lieu du département du Mayo-Tsanaga. C'est aussi le nom d'un des principaux marchés de la ville de Yaoundé au Cameroun, d'un quartier dans la ville de Bertoua (Est-Cameroun), d'un autre quartier dans la ville de Maroua (Extrême-Nord-Cameroun). Il se raconte qu'il ya un quartier dans la ville de Kaélé (Extrême-Nord-Cameroun) qui porte également le nom Mokolo. Les originaires de Mokolo (Montagne) pour la plupart des Mafa ont toujours eu à l'esprit de conserver le nom de leur ville de provenance quand ils s'établissent ailleurs. C'est ce qui explique cette prolifération du nom Mokolo.

## Population
Lors du recensement de 2005, la commune comptait 242 274 habitants, dont 33 335 pour Mokolo Ville.

## Structure administrative de la commune
Outre Mokolo proprement dit, la commune comprend notamment les villages suivants :

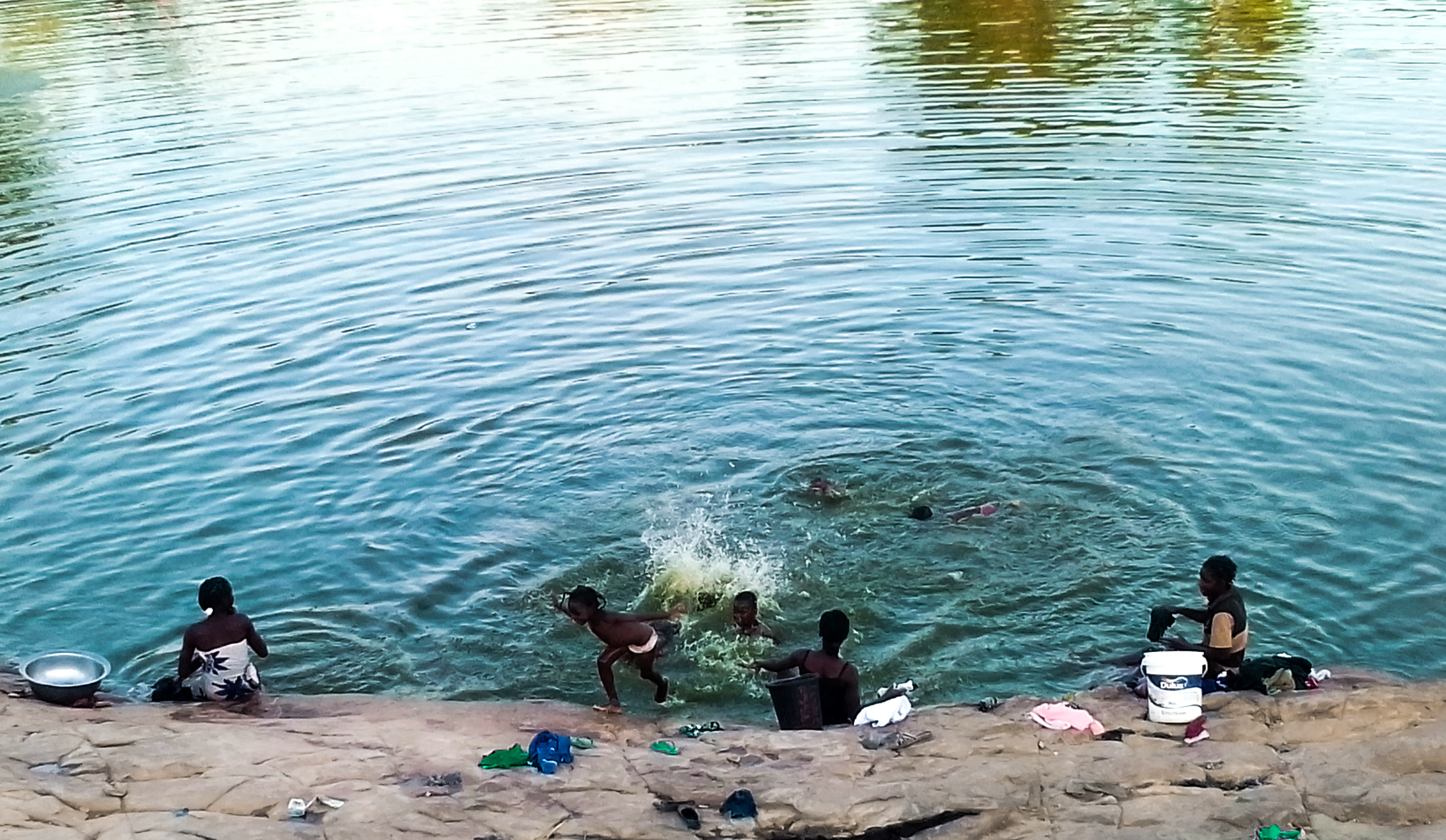
Barrage de Woudahai (Mokolo). Les enfants en train de nager!

- Banguel
- Batawoya
- Damtsak
- Dinguilind
- Djalingo
- Djamdoudi
- Djimeta
- Dourloum
- Gadala
- Gadalao
- Gawar Lamordé
- Gawar Windé
- Gnibango
- Gochi
- Goudour
- Gouloua
- Hidoua
- Hossom
- Houfel
- Katamsa
- Kilwo
- Lamordé
- Ldama
- Ldibam
- Ldland
- Lougguéré Haoussa
- Lougguéré Kondong
- Lougguéré Makki
- Lougguéréo
- Mabass
- Magoumaz
- Makssi
- Mandaka I
- Mandaka II
- Maraf
- Maskaï
- Matazak
- Mavoumaï
- Mawo
- Mayo-Laddé
- Mbikon Guilewa
- Mingliya
- Mokola
- Mokong
- Momboi
- Mosso
- Mouhour
- Ouro-Mansour
- Parwaï
- Pomla
- Sahalay
- Sandjo Hanbalé
- Sirak
- Tchakadjam
- Tchougoulé
- Tchoumpel
- Tchouvouk
- Toudourou
- Tourou
- Tsoukefs
- Wafango
- Woundahai
- Zamai
- Zamalao
- Zekio
- Zidim
- Zileng
- Ziver Montagne
- Zouvol

## Galerie

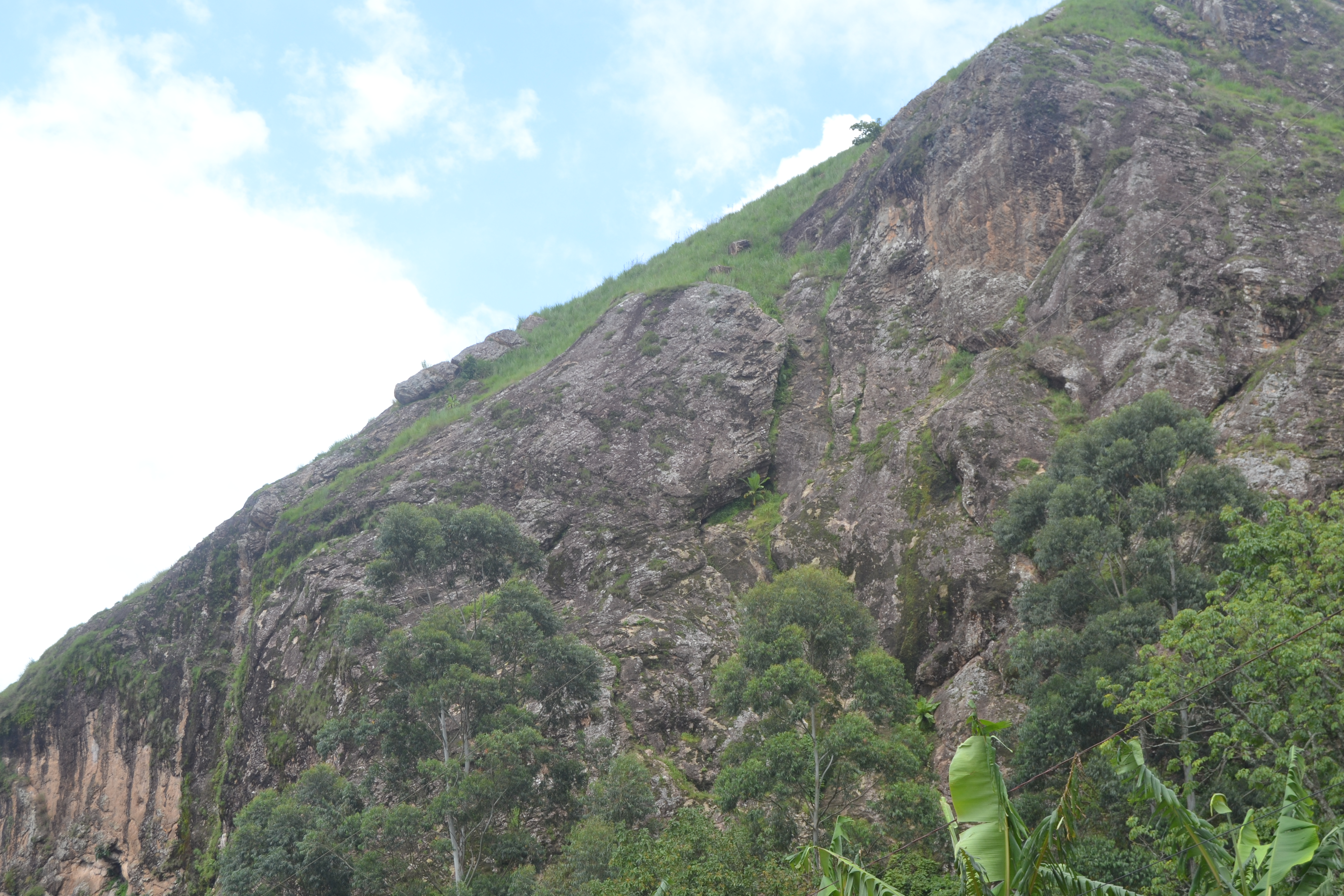
Rocher de Rhum
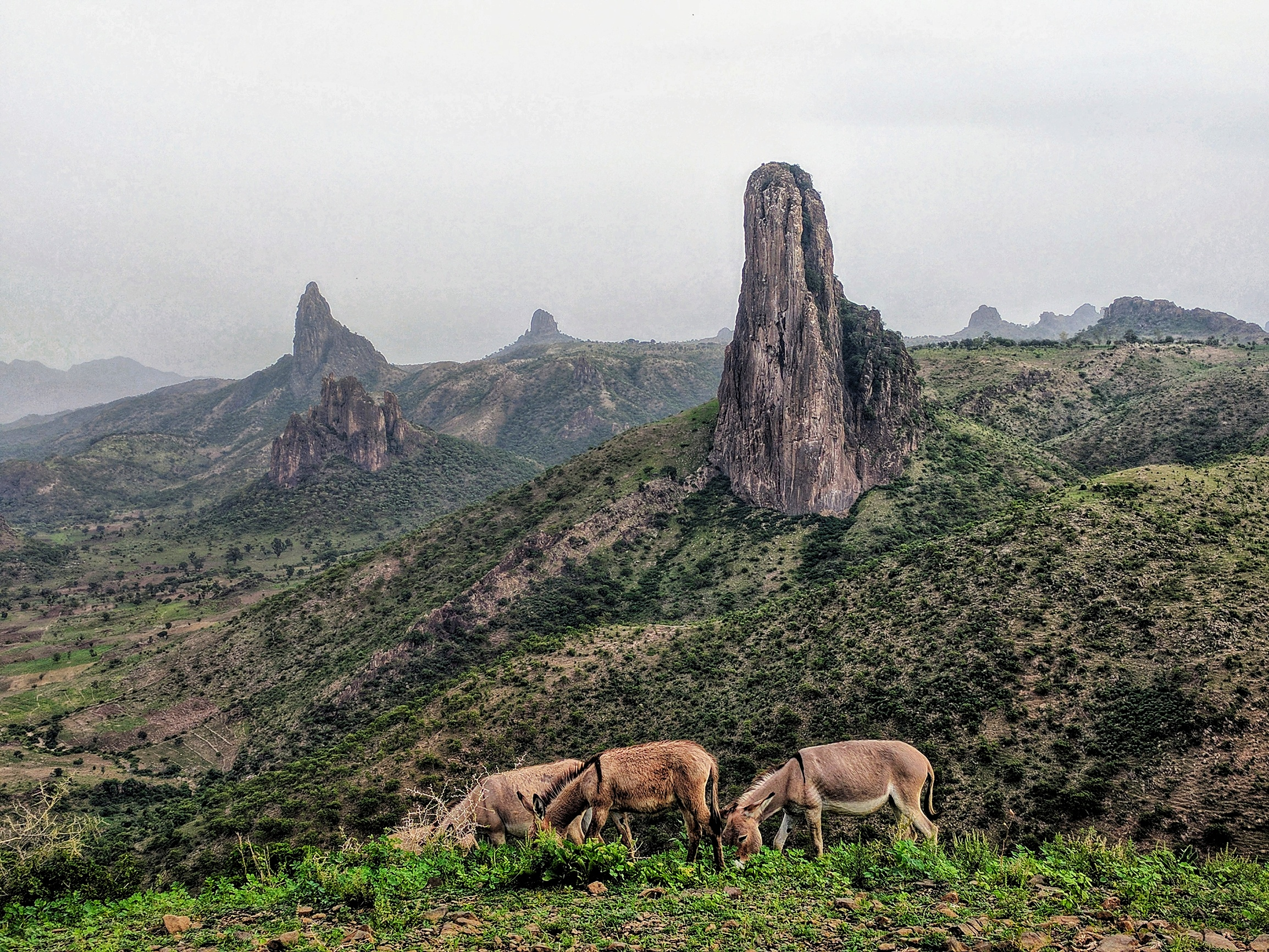
Les monts Kapsiki situés dans le Mayo-Tshanaga avec l'emblématique pic de Rhumsiki
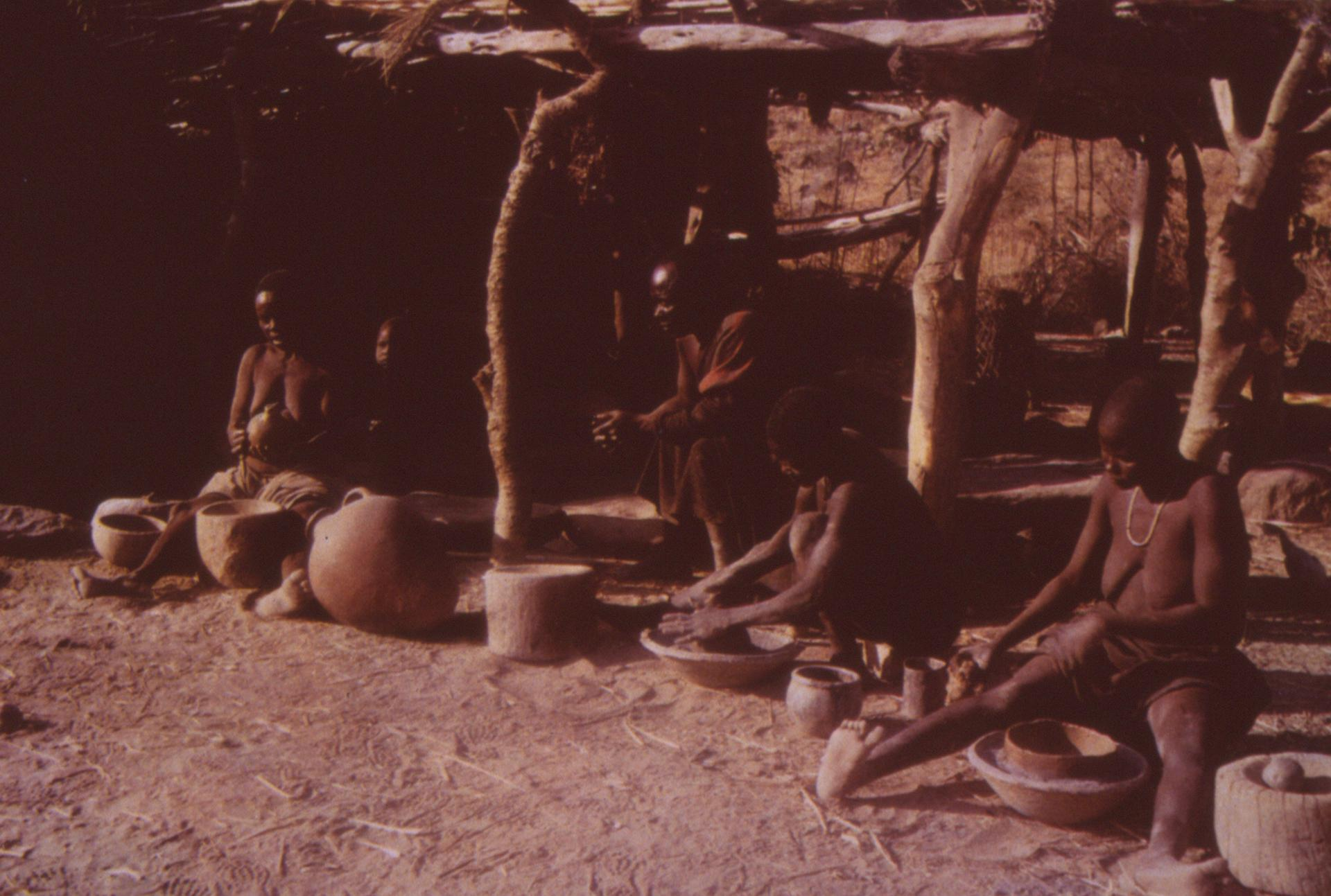
« Atelier » de poterie à Mokolo
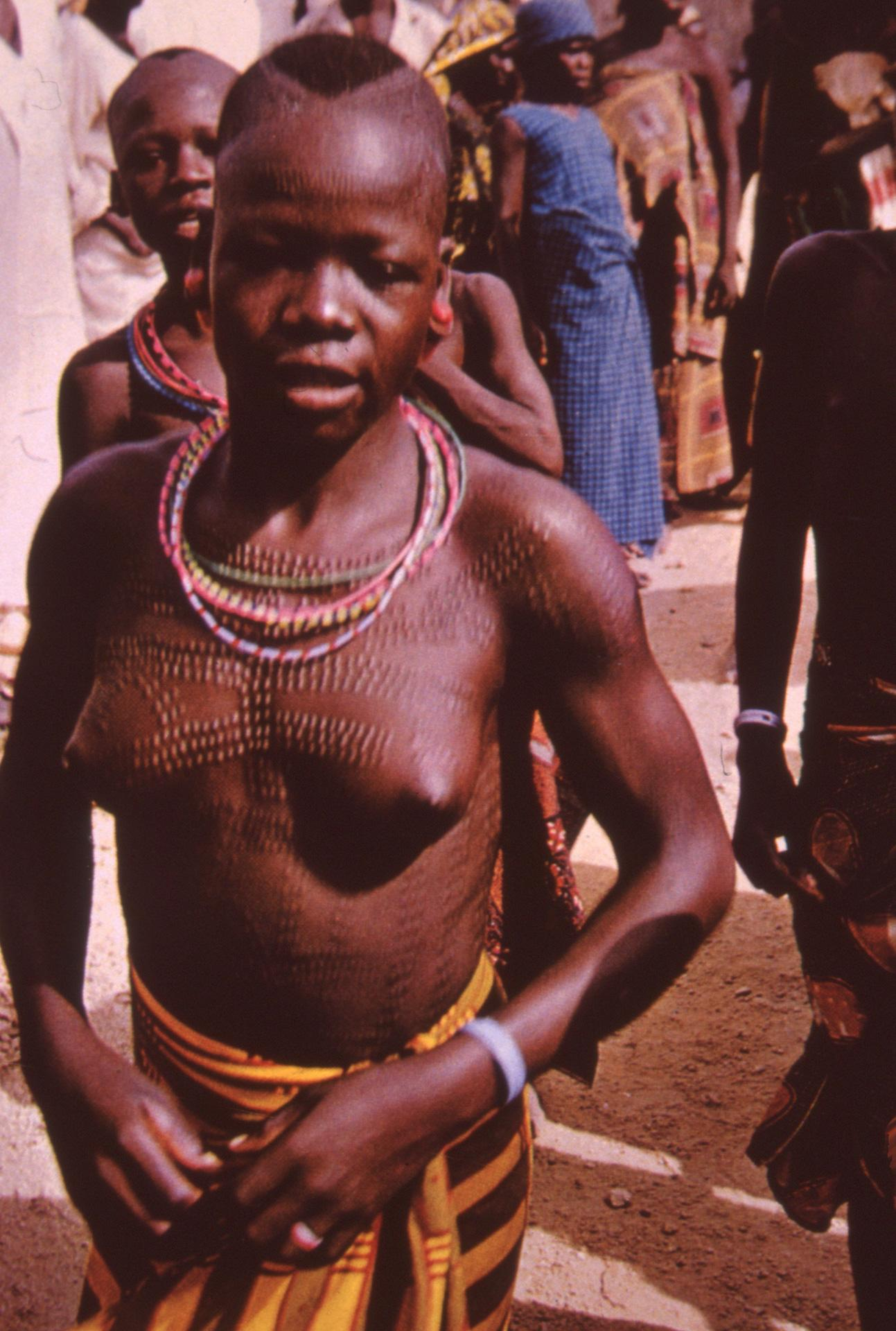
Habitante de Mokolo en 1969
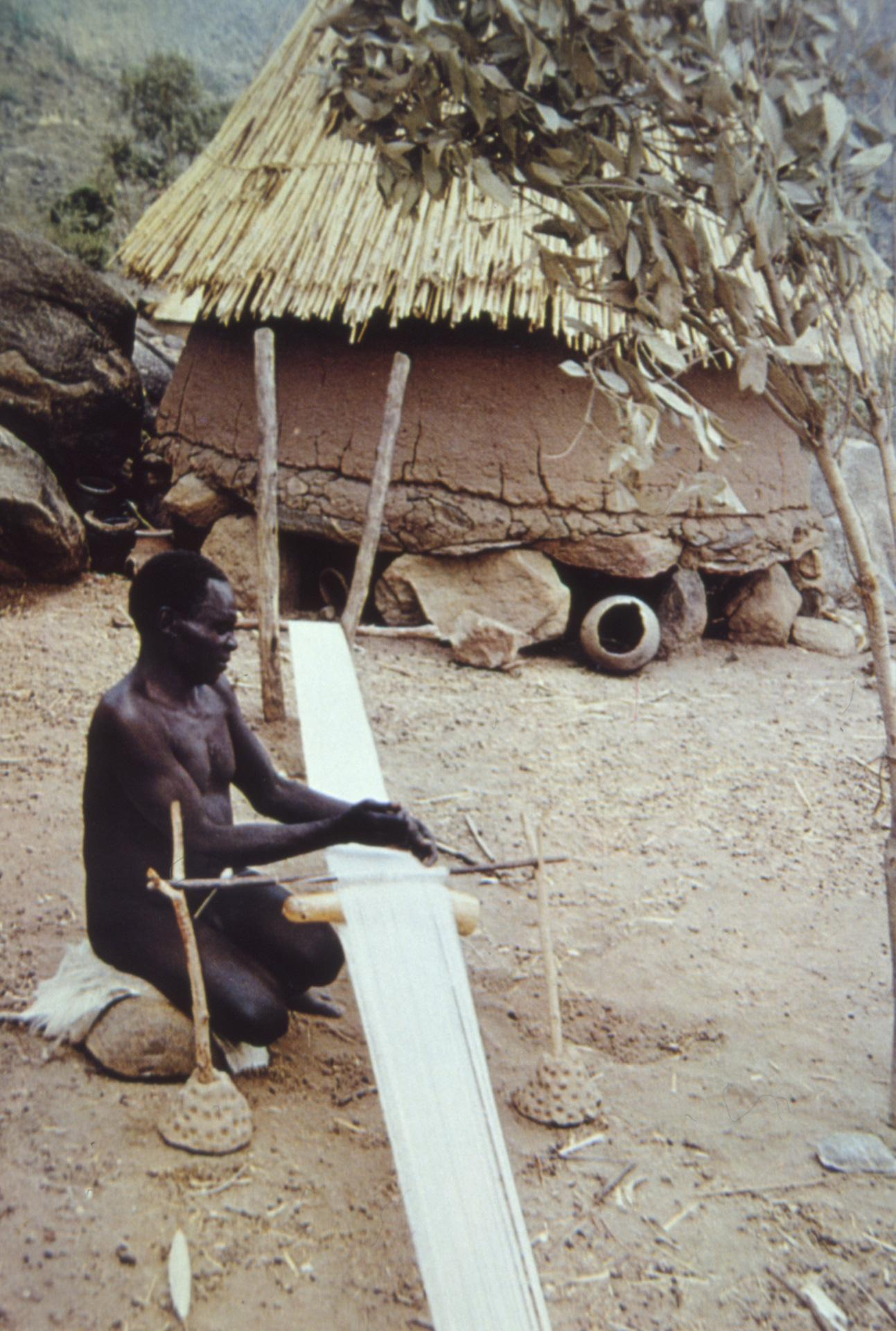
Un tisserand du peuple Mafa de Mokolo
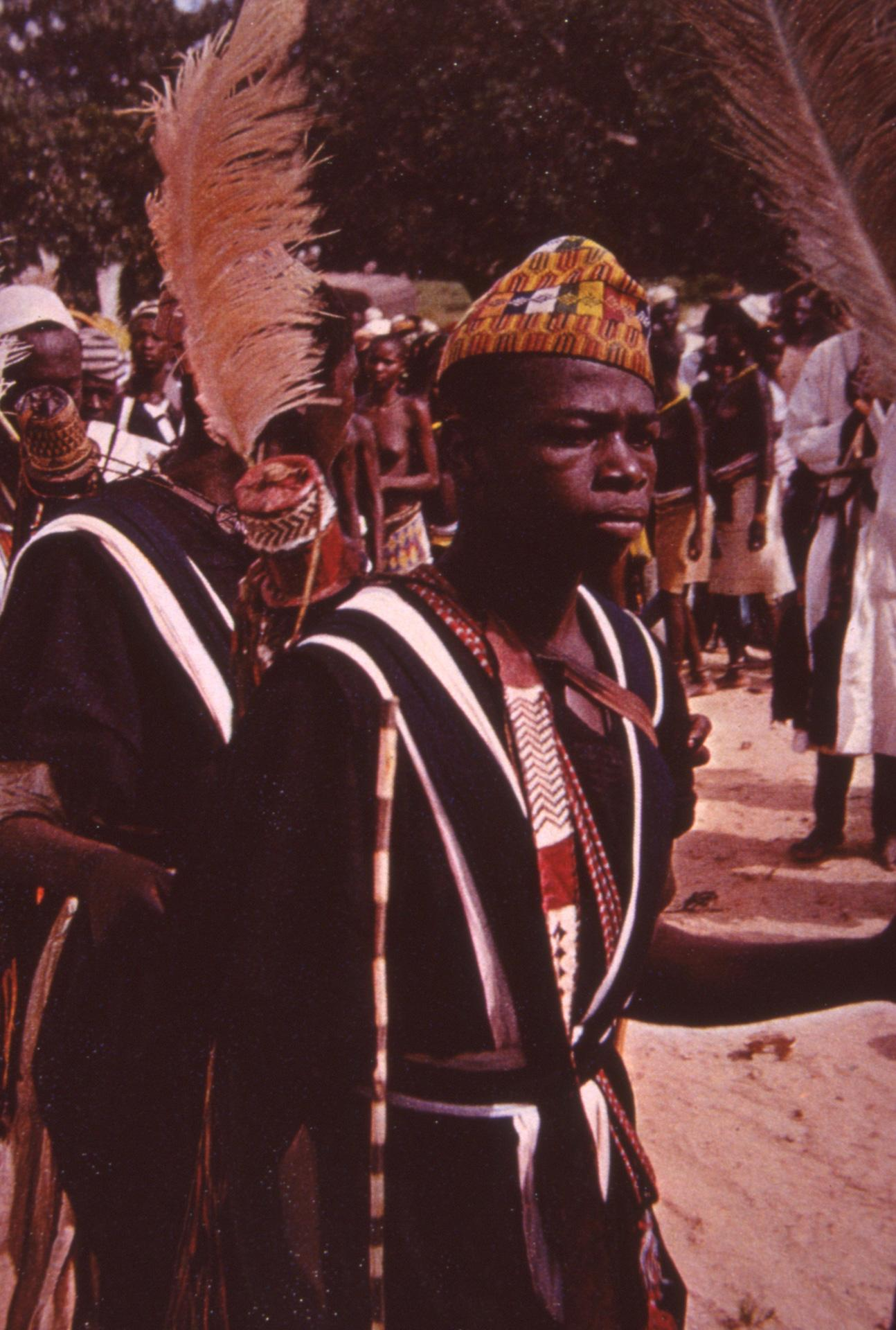
Tenue festive d'une célébration à Mokolo
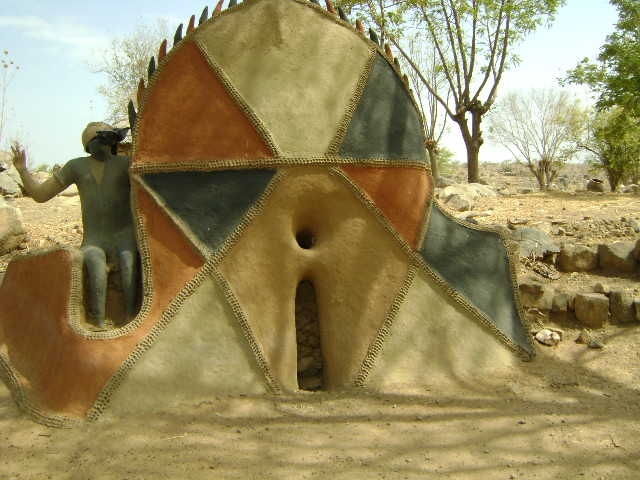
Forge de Gizer sur la route de Mokolo

## Personnalités liées à Mokolo
Le ministre de la Santé Malachie Manaouda est un natif de Mokolo
Moukoko Jean, deuxième roi du peuple Malimba est mort en 1941 à la prison de Mokolo.
Jean Bourgoint, « frère Pascal » chez les moines cisterciens, était venu s'établir au Cameroun à la léproserie de Mokolo où il resta pendant presque deux ans avant de mourir d'un cancer à Garoua le 11 mars 1966.
Le footballeur international Souleymanou Hamidou est né à Mokolo en 1973.
Germaine Ahidjo, femme politique camerounaise est né à Mokolo en 1932.

## Littérature
- Une partie du roman Au commencement du septième jour, de Luc Lang, 2016, est supposée s'y dérouler.

### Littérature
- Une petite partie du roman Au commencement du septième jour, de Luc Lang, 2016, est supposée s'y dérouler.